# LightScribe
LightScribe er en optisk teknologi, som bruger specieltfremstillede skriv-bare CD'er og DVD'er til at lave laseretiketter

## Historien
LightScribe blev opfundet af Hewlett-Packard-ingeniøren Daryl Anderson, der blev givet licens til hardware-, media-, og software-firmaer. Selvom teknologien i dag ikke breder sig ud over PC-DVD-/CD-drev har HP ambitioner om at lave LightScribe tilgængeligt i andre elektroniske produkter så som stereo-CD-/DVD-optagere.

## Formålet
Meningen med LightScribe er at tillade brugere at lave direkte-til-disk-labels, ved brug af det optiske drev. Specielle disks og kompatible diskdrev er en nødvendighed. Efter fuldendt brænding på datasiden på disken, tager brugeren bare disken ud og vender den, så den vender opad og skubber den ind igen. Drevets laser begynder at lave labellet i disken, ved brug af det billede brugeren har tilføjet (se nedenunder).

## Teknikken
Overfladen på LightScribe-disken er malet med en reaktiv maling, som skifter farve, når den absorberer 780nm infrarødt laserlys. Den færdigskrevne disk vil ikke vise nogen form for falmende effekt de første 9 måneder. Optiske medier skal altid opbevares i beskyttende lommer eller beholdere som holder data i mørke og sikker fra ridser. Hvis de er rigtigt opbevaret vil der ikke være nogen ændring på diskens brændte billede.